# Leptostylopsis martinicensis
Leptostylopsis martinicensis är en skalbaggsart som beskrevs av Jean François Villiers 1980. Leptostylopsis martinicensis ingår i släktet Leptostylopsis och familjen långhorningar.
Artens utbredningsområde är Martinique. Inga underarter finns listade i Catalogue of Life.